# El Cuajilote, Tuzantla
El Cuajilote är en ort i Mexiko.   Den ligger i kommunen Tuzantla och delstaten Michoacán de Ocampo, i den södra delen av landet, 160 km väster om huvudstaden Mexico City. El Cuajilote ligger 685 meter över havet och antalet invånare är 126.
Terrängen runt El Cuajilote är kuperad åt sydost, men åt nordväst är den bergig. Runt El Cuajilote är det glesbefolkat, med 20 invånare per kvadratkilometer. Närmaste större samhälle är Tuzantla, 11,7 km söder om El Cuajilote. I omgivningarna runt El Cuajilote växer huvudsakligen savannskog.